# Svarttjärnsskogen
Svarttjärnsskogen är ett naturreservat i Karlskoga kommun i Örebro län.
Området är naturskyddat sedan 1953 och är 4 hektar stort. Reservatet ligger sydost om reservatet Råmossen opch består av mindre myrmarker och barrskog.